# Unità di conto europea
L'unità di conto europea o ECU (acronimo di European Currency Unit - simbolo ₠) è stata una moneta scritturale introdotta dal Consiglio europeo nel 1978.

## Storia
L'ECU fu la seconda valuta (virtuale) dell'Unione europea dopo l'UCE (abbandonata nel 1975). Insieme all'AEC (Accordi europei di cambio) diede vita nel 1979 al  Sistema Monetario Europeo. L'ECU nasce come una unità di conto per la redazione del budget interno della Comunità europea. In seguito divenne più simile ad una vera valuta - per esempio veniva usata per depositi bancari e per traveler's cheque, anche se non fu mai coniato come vera moneta, se non a scopo collezionistico. Con lo svilupparsi della Unione Economica e Monetaria l'ECU gettò le basi per lo sviluppo dell'euro, la valuta comune europea.
Il suo valore è la media ponderata delle valute che la compongono, ognuna relazionata all'importanza economica del Paese corrispondente.
La sottostante tabella tiene conto della quantità di moneta nazionale e della relativa quota percentuale di partecipazione al paniere ECU al 15 luglio 1988, in vigore dal 17 settembre 1984, per la Dracma greca 31 dicembre 1985.
| Valuta                | Quantità di moneta nazionale | Quota di partecipazione al paniere in % | Valore ufficiale di 1 ECU |
| --------------------- | ---------------------------- | --------------------------------------- | ------------------------- |
| Corona danese         | 0,219                        | 2,79                                    | 7,85212                   |
| Dracma greca          | 1,15                         | 0,76                                    | 150,792                   |
| Fiorino olandese      | 0,256                        | 11,04                                   | 2,31943                   |
| Franco belga          | 3,85                         | 9,07                                    | 42,4582                   |
| Franco francese       | 1,31                         | 18,97                                   | 6,90403                   |
| Franco lussemburghese | 3,85                         | 9,07                                    | 42,4582                   |
| Lira italiana         | 140,00                       | 9,44                                    | 1 483,58                  |
| Marco tedesco         | 0,719                        | 34,13                                   | 2,05853                   |
| Sterlina britannica   | 0,0878                       | 18,97                                   | 0,73962                   |
| Sterlina irlandese    | 0,00871                      | 1,14                                    | 0,76841                   |

La composizione finale dell'ECU fu stabilita l'8 novembre 1993 in seguito alla ratifica del trattato di Maastricht, e consisteva nei seguenti cambi fissati il 20 settembre 1989, basati sulla media ponderata stabilita dal Consiglio Ecofin del 19 giugno 1989:
| Valuta                | Codice ISO | Media ponderata in % | Cambio fisso |
| --------------------- | ---------- | -------------------- | ------------ |
| Corona danese         | DKK        | 2,45                 | 0,1976       |
| Dracma greca          | GRD        | 0,8                  | 1,440        |
| Escudo portoghese     | PTE        | 0,8                  | 1,393        |
| Fiorino olandese      | NLG        | 9,4                  | 0,2198       |
| Franco belga          | BEF        | 7,6                  | 3,301        |
| Franco francese       | FRF        | 19,0                 | 1,332        |
| Franco lussemburghese | LUF        | 0,3                  | 0,130        |
| Lira italiana         | ITL        | 10,15                | 151,8        |
| Marco tedesco         | DEM        | 30,1                 | 0,6242       |
| Peseta spagnola       | ESP        | 5,3                  | 6,885        |
| Sterlina britannica   | GBP        | 13,0                 | 0,08784      |
| Sterlina irlandese    | IEP        | 1,1                  | 0,008552     |

L'ECU era composto da una somma fissa di ammontari delle 12 valute nazionali circolanti negli Stati membri dell'Unione europea al momento della firma del Trattato di Maastricht nel febbraio del 1992.
Questa composizione fu "congelata", in accordo al trattato, fino al 1º gennaio 1999. In questa data l'ECU venne sostituito dall'euro, la moneta unica europea, secondo il rapporto 1:1, per cui un euro al 1º gennaio 1999 aveva lo stesso valore di un ECU al 31 dicembre 1998.
A differenza dell'ECU, l'euro non ha più la caratteristica di paniere e viene cambiato con le varie monete nazionali secondo rapporti di conversione fissi.

## Tassi di cambio dell'ECU (1989-1998) e di conversione fissa con l'euro (31 dicembre 1998)
| Valuta                | Codice ISO | 12/1989 | 12/1990 | 12/1991 | 12/1992 | 12/1993 | 12/1994 | 12/1995  | 12/1996  | 12/1997  | 12/1998  | 31/12/1998 | euro     |
| --------------------- | ---------- | ------- | ------- | ------- | ------- | ------- | ------- | -------- | -------- | -------- | -------- | ---------- | -------- |
| Corona danese         | DKK        | 7,8433  | 7,9222  | 7,9118  | 7,562   | 7,55    | 7,455   | 7,27219  | 7,43336  | 7,52371  | 7,45276  |            | -        |
| Dracma greca          | GRD        | 186,31  | 214,12  | 234,48  | 259,85  | 277,73  | 294,39  | 308,857  | 305,057  | 310,023  | 328,938  |            | -        |
| Escudo portoghese     | PTE        | 177,58  | 183,53  | 179,49  | 177,31  | 196,82  | 195     | 196,175  | 195,80   | 201,842  | 201,022  |            | 200,482  |
| Fiorino olandese      | NLG        | 2,273   | 2,3125  | 2,2885  | 2,1916  | 2,163   | 2,1255  | 2,10456  | 2,17338  | 2,22737  | 2,21011  |            | 2,20371  |
| Franco belga          | BEF        | 42,34   | 42,35   | 41,84   | 40,08   | 40,25   | 39,01   | 38,6268  | 39,9191  | 40,7667  | 40,4369  |            | 40,3399  |
| Franco francese       | FRF        | 6,8827  | 6,9706  | 6,938   | 6,6533  | 6,564   | 6,55    | 6,4378   | 6,5726   | 6,615    | 6,57325  |            | 6,55957  |
| Franco lussemburghese | LUF        | 42,34   | 42,35   | 41,84   | 40,08   | 40,25   | 39,01   | 38,6268  | 39,9191  | 40,7667  | 40,4369  |            | 40,3399  |
| Lira italiana         | ITL        | 1511,3  | 1545,8  | 1539    | 1781,8  | 1912,5  | 1990,2  | 2090,93  | 1913,14  | 1936,78  | 1940,78  | 1940,90    | 1936,27  |
| Marco tedesco         | DEM        | 2,0125  | 2,0498  | 2,031   | 1,951   | 1,933   | 1,898   | 1,87935  | 1,93702  | 1,97641  | 1,96028  |            | 1,95583  |
| Peseta spagnola       | ESP        | 130,63  | 130,95  | 129,37  | 138,36  | 159,04  | 161,39  | 160,052  | 163,139  | 167,033  | 166,753  |            | 166,386  |
| Sterlina britannica   | GBP        | 0,7389  | 0,7104  | 0,7146  | 0,7969  | 0,7544  | 0,7843  | 0,854512 | 0,752896 | 0,669225 | 0,694555 |            | -        |
| Sterlina irlandese    | IEP        | 0,7651  | 0,7706  | 0,7646  | 0,74    | 0,792   | 0,793   | 0,826277 | 0,751821 | 0,756278 | 0,788825 |            | 0,787564 |